# Isabella Santoni
Isabella Ribeiro Santoni (Nilopolis, 6 de mayo de 1995) es una actriz brasileña.

## Biografía
Nació en Nilópolis, municipio de Baixada Fluminense, pero fue criada en Nova Iguaçu. Estudió en una escuela constructivista, y para desarrollar su creatividad, su madre, la profesora de inglés Ana Cristina, la inscribió en un curso de teatro a los siete años. Decidió trabajar como actriz a los 15 años, luego de realizar un curso vacacional en Casa das Artes en Laranjeiras. En 2013, fue aprobada por la Universidad Federal del Estado de Río de Janeiro, donde se graduó en teatro. A los 16 años comenzó a trabajar como modelo para pagar los cursos de actuación. Solo para Malhação hizo tres pruebas y pensó en darse por vencida. Consiguió un papel en la serie GNT y, en su último intento de entrar en Malhação, en 2014, pasó.

## Carrera
Inició la carrera de actriz en 2013, interpretando la protagonista polémica Bel en el largometraje Visceral. En 2014, participó de un capítulo de la serie Las Canalhas interpretando a Laura. Aún en 2014, protagonizó a 24° temporada de Malhação denominada Malhação Sonhos interpretando la luchadora Karina. En 2016, interpretó Isabel en la 1ª fase de la miniserie Ligações Perigosas (Conexiones peligrosas). Aún en 2016, estreiou en el horario noble interpretando a Leticia en la novela A Lei do Amor (La Ley del Amor). El mismo año, estreiou en el teatro, interpretando a 5° Júlia en la pieza Cinco Júlias. En 2017, interpretó la protagonista Bia en la nueva adaptación de la pieza Léo y Bia. En 2018, vivió su segunda protagonista en el cine, interpretando Rita en la película Misión Cupido. Aún en 2018, integró en el elenco de la novela Orgullo y Pasión interpretando Charlotte.

## Vida personal
Entre 2014 y 2015, durante las grabaciones de Malhação Sonhos, comenzó a salir con el actor Rafael Vitti, su pareja romántica en la trama. En septiembre de 2015, salió con el fotógrafo Lucas Wakim, terminando la relación en febrero de 2017. En diciembre de 2017, comenzó a salir con el surfista Caio Vaz, terminando la relación en noviembre de 2019, pero reanudó en febrero de 2020.

## Filmografía

### Televisión
| Año     | Título                | Personaje                      | Nota                            |
| ------- | --------------------- | ------------------------------ | ------------------------------- |
| 2014    | Las Canalhas          | Laura                          | Episodio: “Laura, la Hija Fiel” |
| 2014–15 | Malhação Sueños       | Karina Duarte (K)              | Temporada 20                    |
| 2016    | Conexiones Peligrosas | Isabel D'Ávila de Alencar      | Episodio: "4 de enero"          |
| 2016    | La Ley del Amor       | Letícia Martins Bezerra Leitão |                                 |
| 2017    | Baila de los Famosos  | Participante                   | Temporada 14                    |
| 2018    | Orgullo y Pasión      | Charlotte Williamson           |                                 |
| 2021    | Don                   | Viviane (Viví)                 |                                 |

### Cine
| Año  | Título        | Personaje   |
| ---- | ------------- | ----------- |
| 2018 | Visceral      | Bel         |
| 2021 | Misión Cupido | Rita Fenner |

### Videoclips
| Año  | Música                   | Artista           |
| ---- | ------------------------ | ----------------- |
| 2012 | "Aún Tiene el Mar"       | Banda Maghi       |
| 2018 | "Nadie es Igual a Nadie" | Roks feat. Badaui |

### Series web
| Año  | Título                                             | Personaje |
| ---- | -------------------------------------------------- | --------- |
| 2013 | Lindas y Tensas                                    | Pati      |
| 2014 | Curriculum vitae: Viva los Mejores años de su vida | Ana Luíza |
| 2020 | Quarentenados                                      | Sophia    |

## Teatro
| Año  | Título       | Personaje |
| ---- | ------------ | --------- |
| 2016 | Cinco Júlias | Júlia 5   |
| 2017 | Léo y Bia    | Bia       |

## Discografía
Como artista invitada
| Canción                                                     | Año  | Álbum             |
| ----------------------------------------------------------- | ---- | ----------------- |
| "En Todo Ser Campeón" (Flamiguinhos part. Isabella Santoni) | 2020 | Entrando en Campo |

## Premios y nominaciones
| Año  | Premio                     | Categoría                         | Trabajo indicado      | Resultado |
| ---- | -------------------------- | --------------------------------- | --------------------- | --------- |
| 2014 | Capricho Awards            | Actriz Nacional                   | Malhação Sueños       | Ganadora  |
| 2014 | Capricho Awards            | Trofeo Pegação (con Rafael Vitti) | Malhação Sueños       | Ganadora  |
| 2014 | Premio F5                  | Gata del Año                      | Malhação Sueños       | Ganadora  |
| 2015 | Trofeo Prensa              | Revelación del Año                | Malhação Sueños       | Ganadora  |
| 2015 | Trofeo Internet            | Revelación del Año                | Malhação Sueños       | Nominada  |
| 2015 | Mejores del Año            | Mejor Actriz Revelación           | Malhação Sueños       | Ganadora  |
| 2015 | Mis Premios Nick           | Gata del Año                      | Malhação Sueños       | Ganadora  |
| 2015 | Premio Contigo! de TELE    | Revelación de la TELE             | Malhação Sueños       | Nominada  |
| 2015 | Premio Extra de Televisión | Revelación Femenina               | Malhação Sueños       | Nominada  |
| 2015 | Premio Joven Brasileño     | Actriz del Año                    | Malhação Sueños       | Nominada  |
| 2015 | Premio Joven Brasileño     | Joven del Año                     | Malhação Sueños       | Nominada  |
| 2015 | Capricho Awards            | Actriz Nacional                   | Malhação Sueños       | Nominada  |
| 2015 | Capricho Awards            | Trofeo Pegação (con Rafael Vitti) | Malhação Sueños       | Ganadora  |
| 2015 | Capricho Awards            | Más Estilosa                      | Ella misma            | Nominada  |
| 2016 | Capricho Awards            | Más Estilosa - Nacional           | Ella misma            | Nominada  |
| 2016 | Premio Fiebre Teen         | Más Gata                          | Ella misma            | Nominada  |
| 2016 | Premio Fiebre Teen         | Mejor Actriz Nacional             | Conexiones Peligrosas | Nominada  |
| 2016 | Premio Joven Brasileño     | Actriz del Año                    | Conexiones Peligrosas | Nominada  |
| 2016 | Premio Joven Brasileño     | Joven del Año                     | Conexiones Peligrosas | Nominada  |